# 国立复旦大学重庆旧址
国立复旦大学重庆旧址位於重慶市北碚區夏壩，包括登輝堂和孫寒冰墓，文物遺址年代為現代，1987年1月23日列為重慶市第二批市級文物保護單位初定名單。1992年3月19日列為重慶市第二批市級文物保護單位。2009年12月15日列為第二批重慶市文物保護單位。